# 平岡凞
平岡 凞（ひらおか ひろし、1856年9月17日（安政3年8月19日） - 1934年（昭和9年）5月6日）は、日本の鉄道技師、野球選手・指導者（監督）、実業家、三味線の東明流の創始者。芸名は平岡吟舟。
日本で最初の野球チーム創設者と言われているほか、日本初の民間鉄道車両メーカーである平岡工場の設立と経営に携わった。

## 人物

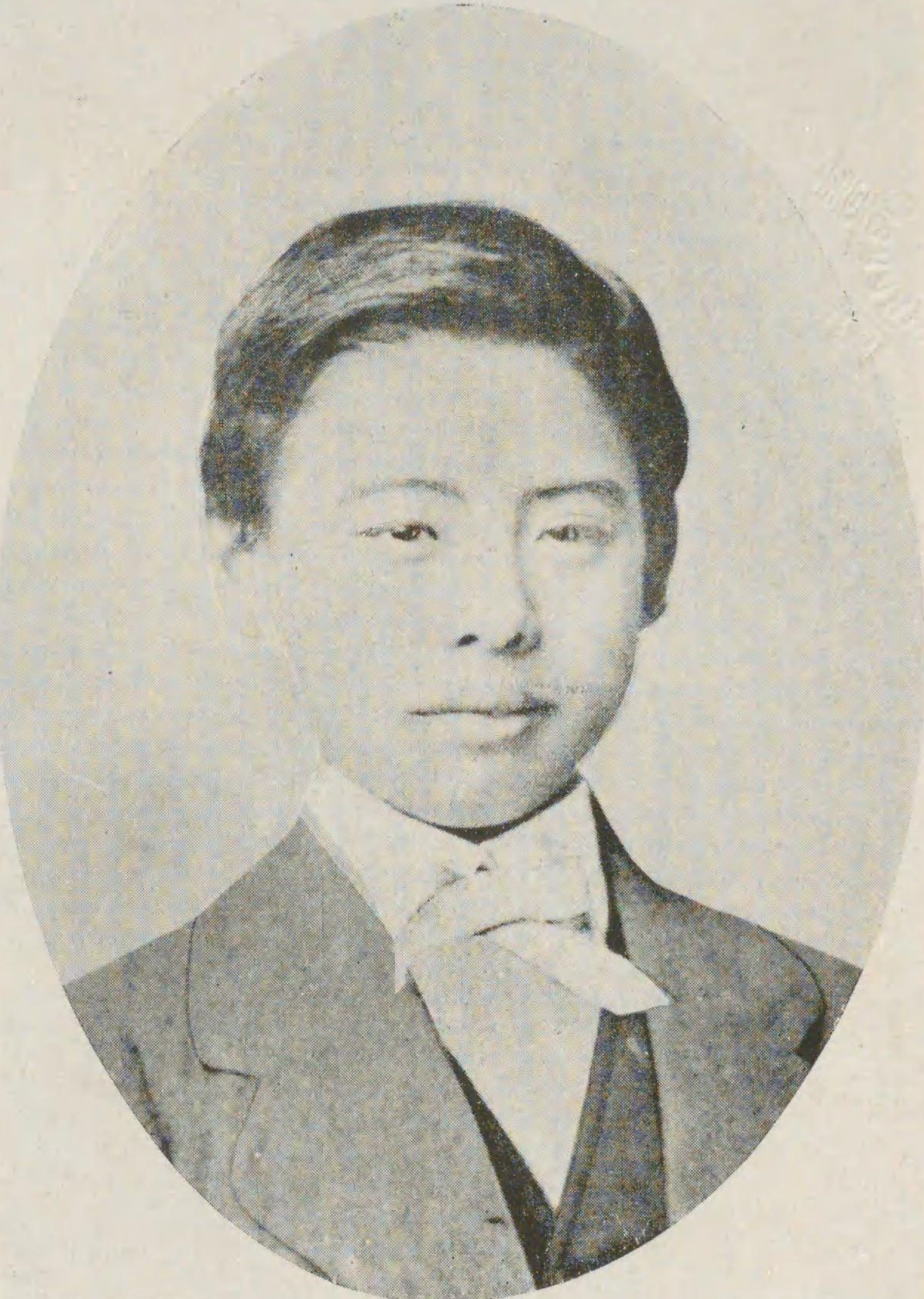
アメリカ在留時代の平岡

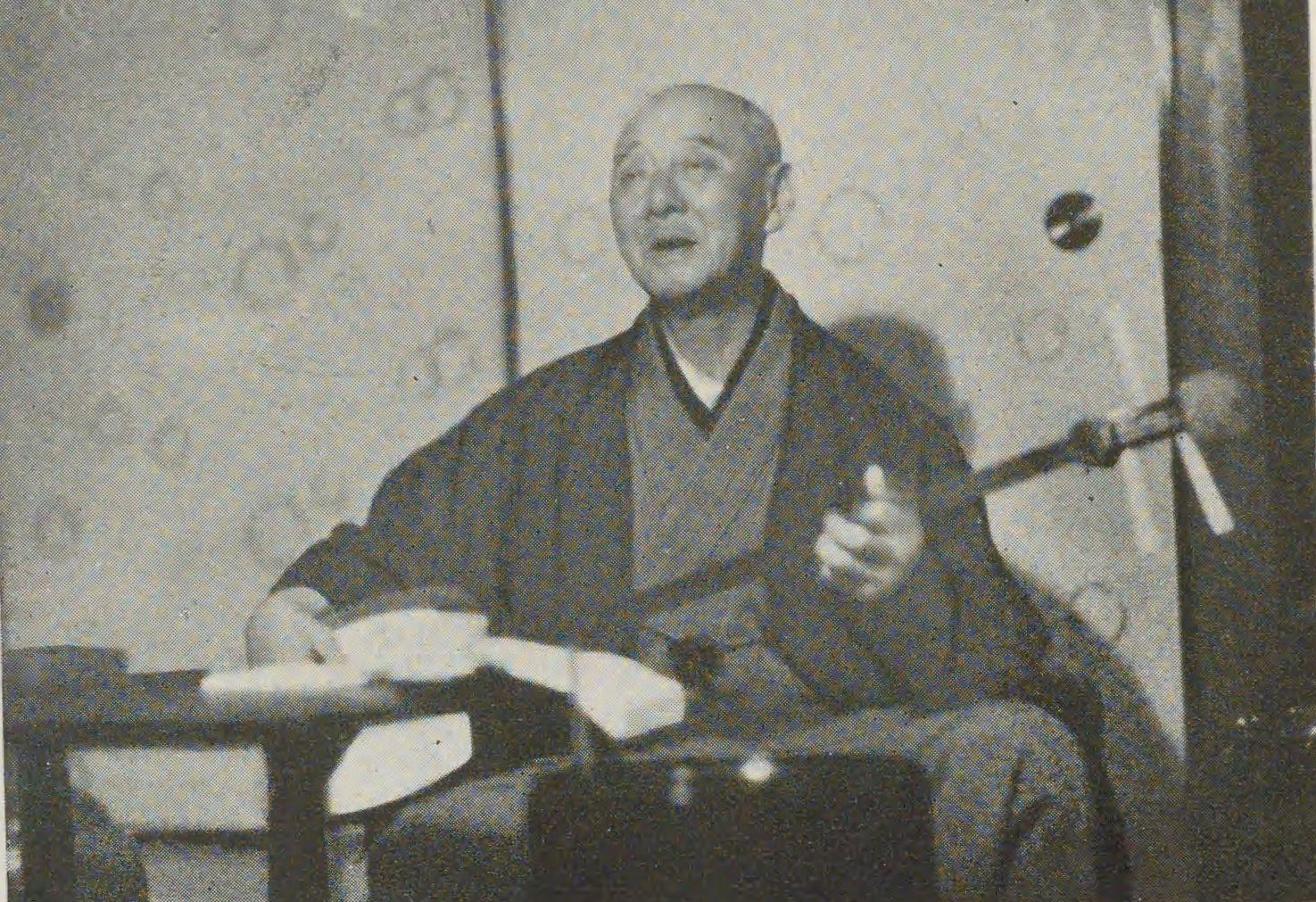
三味線を弾く平岡

田安徳川家の家老の家である 平岡凞一の長男として江戸に生まれる。孫には平岡精二（ペギー葉山「学生時代」の作詞・作曲などで知られる）、甥・姪には平岡養一（シロフォン奏者）、平岡露子（フィギュアスケート選手）がいる。1871年（明治4年）アメリカへ自費留学したが 中退して機関車工場に工員として働き、機関車・機械類製造技術のほかベースボールを修得し1876年（明治9年）に帰国した。平岡は工部省鉄道局に入り1886年（明治19年）に四等技師 まで昇進するが、独立して1890年（明治23年）匿名組合平岡工場を創業。1894年匿名組合を解散し、個人経営の工場となる。1899年（明治32年）に創業した汽車製造の副社長 となるが1901年（明治34年）平岡工場は汽車製造に買収され、汽車製造東京支店になる。
日本の野球の祖とされている。また、日本で初めてカーブを投げた人物とも言われており、アメリカ留学中にそれを習得した。「魔球」と呼ばれ、学生野球の投手たちがその投げ方を教わるために彼の元を訪れたといわれている。
1959年に野球殿堂入り。平岡の功績とその名を後世に伝えるため、2010年から全日本クラブ野球選手権大会
の優勝チームへ「平岡杯」が授与された。
また留学中から歌曲と親しみ、帰国後も小唄、常磐津、清元、長唄、義太夫などをこなし、踊りの振り付けにも凝った。特に小唄を得意とし、吟舟と号した。また歌舞伎関係者らとすたれていた河東節の再興につとめた。さらに東明流を編み出し、その家元となった。1912年に一切の職から引退すると三味線三昧の生活を送って気前よく散財し、花柳界では「平岡大尽」として知られていた。1934年に亡くなった時は、遺族には生活費以上のものを残さなかったという。

## 新橋アスレチック倶楽部

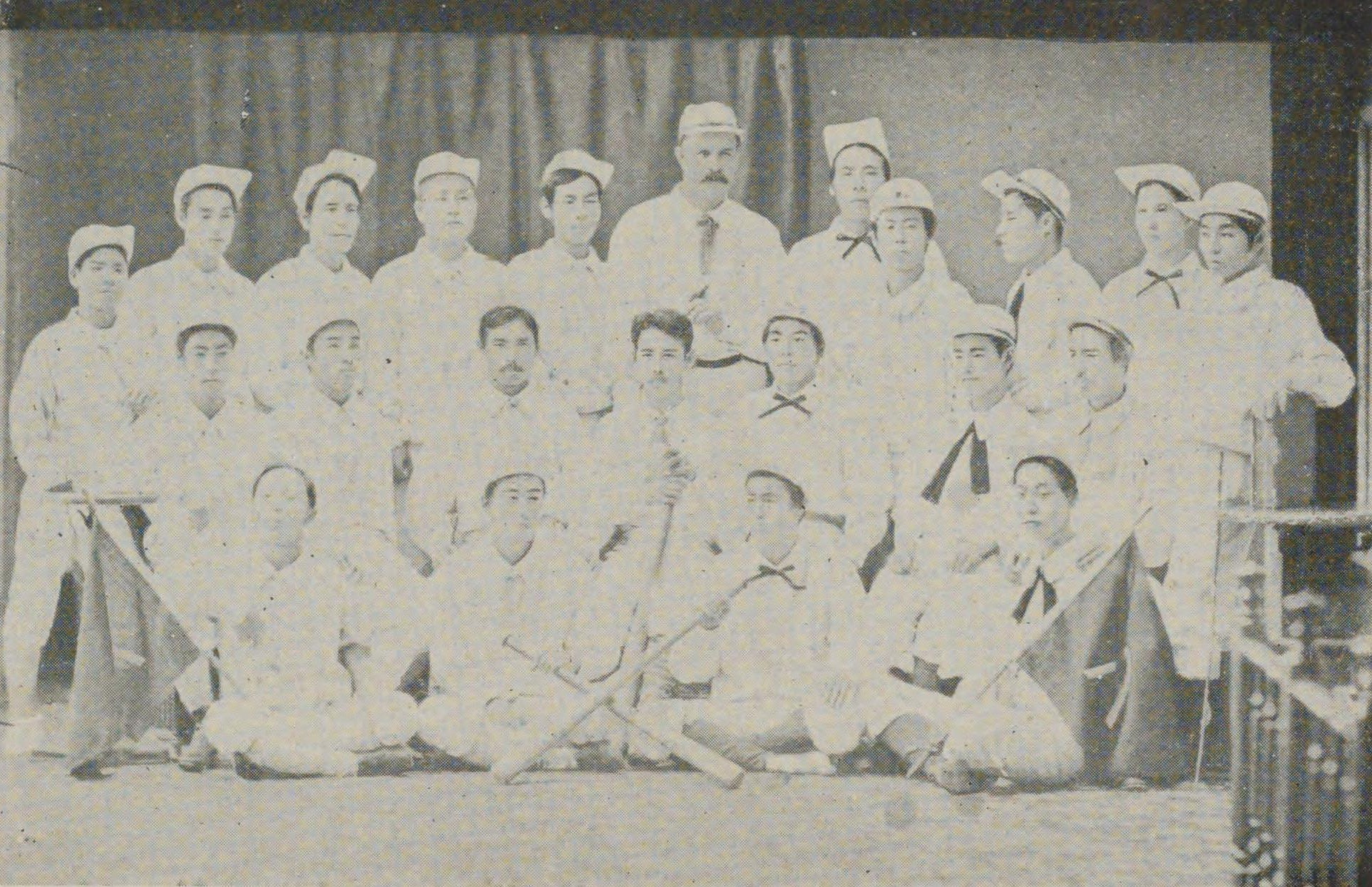
新橋アスレチック倶楽部

アメリカから帰国後、平岡は工部省鉄道局技師となり、新橋鉄道局に勤務した。1878年（明治11年）新橋停車場構内に日本初の野球場「保健場」を作り（品川の八ツ山説もある）、アメリカ合衆国のスポルディング社から用具の提供を受けたり、ユニフォームを作るなどして、日本初の本格的野球チーム「新橋アスレチック倶楽部」を組織した。同チームではルールブックを毎年アメリカから取り寄せ、当時の最新ルールを用いていたといわれ、日本野球の発展に貢献したが、1888年（明治21年）平岡が鉄道局を退職したため解散となった。

## 関連書籍
- 「ベースボールと陸蒸気―日本で初めてカーブを投げた男・平岡 凞」（小学館文庫　ISBN 4094052410/ISBN 978-4094052411)